# Isländska
Isländska (isländska: íslenska [ˈis.l̥ɛn.ska]

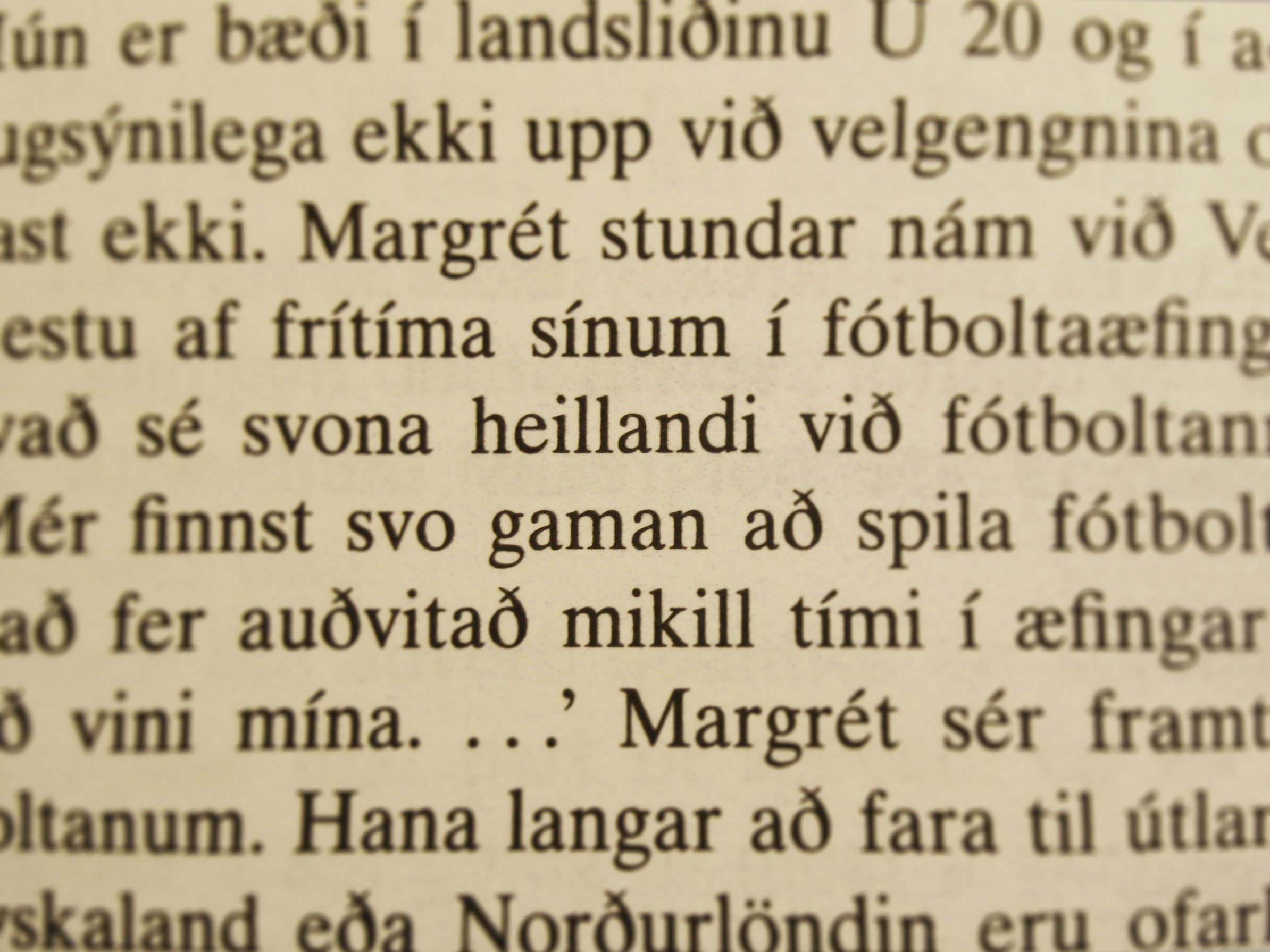
Text på isländska

 ( lyssna)) på det inhemska språket, före 1973 stavat íslenzka) är ett västnordiskt språk, talat av minst 320 000 personer, främst av islänningar på Island där det är officiellt språk. Närmast släkt med isländska är färöiska och vissa västnorska dialekter.

## Allmänt
Språket har bevarat betydligt mer av formrikedomen än de stora nordiska språken. Språket skrivs ungefär som norska (fornnorska eller fornvästnordiska) skrevs i Norge för 800 år sedan, om än normerat efter moderna uttalsregler. En anledning till att isländskan ser ut som den gör i dag är att man i början av 1800-talet puristiskt rensade ut yngre lånord och i vissa fall återupplivade döda böjningar. Isländskan hade dock, liksom färöiskan, bevarat mer av det fornnordiska språket än vad som skett i de skandinaviska länderna, (delvis beroende på mindre påverkan från medellågtyskan och av digerdöden för Islands del). Vidare blev det isländska skriftspråket rekonstruerat så att det låg nära den normaliserade fornisländskan. Den isländska staten ser genom en språknämnd till att så mycket som möjligt av de nya orden ges inhemska former, antingen genom översättningslån eller genom nybildningar. Antalet främmande ord är därför lågt i isländskan. En ytterlig variant i denna puristiska strävan utgörs av háfrónska ("högisländska"), en språkförening som syftar till att ersätta samtliga utländska ord, inklusive egennamn och ortnamn, med äktnordiska motsvarigheter.

## Skillnader i modern isländska mot fornnorska
Skillnaden i hur man skriver jämfört med fornnorskan är att många ord med ǫ har övergått till att uttalas med ö i nutida isländska och denna förändring är ganska konsekvent genomförd. Detta beror på att isländska (i likhet med färöiska och tidigare även moderspråket norska) sedan urnordisk tid har haft ett u-omljud, där a i stammen blir ö (tidigare i gammalnorskan ǫ) om det finns - eller en gång fanns - ett u i ändelsen. Exempelvis: gömul "gammal" i femininum singularis nominativ och neutrum pluralis nominativ och ackusativ hette gǫmul på fornnorska. Ett annat exempel är sång på svenska som på isländska heter söngur. Ordet lag på svenska heter lög på isländska och är neutrum plural (i genitiv heter det laga). Lag i singularis på isländska betyder till exempel "underlag". På danska, norska och engelska heter det dock lov och law. 
På svenska heter det lag både i singular och plural på grund av att det i fornsvenskan inte fanns sådana omljud i neutrum plural. Detsamma gäller en rad ord i neutrum på svenska, till exempel ordet barn som på danska heter børn i plural. På isländska heter det börn. Här finns ett undantag i danska där "ö" i isländska inte brukar motsvaras av "ø".
Samma sak, att "ö" i isländska motsvaras av "a" på svenska, gäller för många ord i femininum singular nominativ på isländska (liksom i neutrum plural). Till exempel heter det svenska ordet "ark" örk på isländska (med genitiv och plural arkar, arkir). Detta ord betyder bland annat "stor kista". Dessutom har de skandinaviska språken bevarat mindre, så det finns andra stavningar, uttal och betydelser som skiljer sig på isländska.

## Alfabet
Det isländska alfabetet består av följande 32 bokstäver:
A Á B D Ð E É F G H I Í J K L M N O Ó P R S T U Ú V X Y Ý Þ Æ Ö

## Uttal
Det här är inte alla uttalsregler, men det är de mest grundläggande.
á uttalas /aʊ/
æ uttalas /aj/
au uttalas /œj/
é uttalas /jɛː/
ei och ey uttalas /ɛj/
i uttalas /ɪː/
í uttalas /iː/
o uttalas /oː/
ó uttalas /oʊ/
u uttalas /ʏː/
ú uttalas /uː/
y uttalas /ɪː/
ý uttalas /iː/
þ uttalas /θ/, som tonlöst th i engelskans thing
ð uttalas /ð/, som tonande th i engelskans this eller that
hv uttalas /kv/ (i dialekten på isländska nordlandet, på västra Island och i Reykjavik) men /xʷ/ i söder.
ll uttalas /tl/ efter á, í, ó, ú, ý, æ, au, ei och ey, och /l̥/ före t och d
nn uttalas /dn/ efter á, í, ó, ú, ý, æ, au, ei och ey
rl uttalas /rtl/
rn uttalas /rdn/
Flerstaviga ord uttalas med betoning på första stavelsen till exempel appelsína uttalas med betoning på det första a:et. Notera dock att trycket på första stavelsen i isländska inte är riktigt lika hårt som i svenska.
Fler uttalsregler finns, bland annat att vissa bokstäver blir stumma när man lägger till -s (i genitiv) på ord som slutar på till exempel -rn och -tn, uttalet av orden "barns, björns, vatns" blir alltså "bass, bjöss, vass".

## Grammatik
Den moderna isländskan bevarar det medeltida språkets grammatik i princip oförändrad. Bland annat upprätthålls ett fyrkasussystem, där substantiv står i olika form beroende på ordets funktion i satsen:
(Isländsk ordning)
hér er hestur (nominativ)
ég tók hest (ackusativ)
ég gekk frá hesti (dativ)
ég gekk til hests (genitiv)
hér er hestur (nominativ)
um hest (ackusativ)
frá hesti (dativ)
til hests (genitiv)
Lägg härtill ändelserna för bestämd form (nominativ: hesturinn, ackusativ: hestinn) och plural (dativ: hestum, hestunum) i maskulinum, motsvarande former i femininum och neutrum, kongruensböjning av adjektiv i alla kasus, tre genus och stark och svag böjning, detsamma för räkneorden upp till fyra samt personböjning av verb i singular, plural och första, andra och tredje person så har man ett system med en väldig formrikedom.
Formerna i fornsvenskan var inte alltid alldeles desamma, men fungerade snarlikt. Genom isländskan kan andra nordbor få en levande uppfattning om det språk deras förfäder talade. Systemet är komplicerat att lära in men på många sätt enklare och mer logiskt än det oförutsägbara bruket av prepositioner som svenskan fått i stället (det isländska gefa börnunum brauð kan på svenska bli såväl ge bröd till barnen eller åt barnen som ge barnen bröd).
Det finns också olika kasusformer vid opersonliga verb. Dessa former bär drag av kasusens olika funktioner i satsbyggnaden. Det påminner om finskans kasussystem och sådana kasussystem finns också i äldre bevarade indoeuropeiska språk, som grekiska, latin, ryska, sanskrit med flera. Bland annat vid dessa opersonliga verb och vid mängder av andra verb finns instrumentalis bevarad som funktion i isländskans dativform.
En egendomlighet som isländskan (i likhet med färöiska och tidigare även moderspråket norska) haft sedan sen urnordisk tid är ett u-omljud, där a i stammen blir ö om det finns - eller en gång fanns - ett u i ändelsen. Maskulinets franskur (urnordiska *frankskaR), det vill säga 'fransk', böjt i femininum, heter frönsk (urnordiska *franksku) på isländska. 'Kaka' heter kaka och 'mamma' heter mamma i nominativ singularis, men om man böjer orden i pluralis och säger till exempel 'mammas pannkakor' blir det pönnukökurnar hennar mömmu (eftersom possessiva pronomen också gärna sätts efter huvudordet).

## Puristisk språkvård
Grammatikens många böjningsformer är en bidragande orsak till den konservativa isländska språkvården. Precis som svensktalande ogärna säger radior och babyer är alltför särpräglade utländska ord helt enkelt omöjliga att använda på isländska. Men orsaken är också psykologisk: Islänningarna föredrar egna ord framför inlånade. Under de senaste århundradena har man därför uppfunnit många ord för nya företeelser på grundval av det urnordiska ordstamförrådet. En viss språklig isolering uppvägs av att termer och begrepp blir självförklarande och genomskinliga, ofta också för andra nordbor:
astronomi = stjörnufræði (sammansättning av stjarna och fræði)
bibliotek = bókasafn (boksamling, även bókhlaða)
ellips = sporbaugur (sammansättning av spår och baugur)
kontor = skrifstofa (skrivstuga)
teater = leikhús (spelhus)
pass = vegabréf (vägbrev; även passi)
dator = tölva (sammansättning av tala och völva)
telefon = sími (tråd; även þráður)
barometer = loftvog (luftvåg, även barómet)
margarin = smjörlíki (något smörliknande, även makkarín)
bli opererad = vera skorinn upp (bli uppskuren)
demonstrera = halda kröfugöngu (hålla kravgång)
www = veraldarvefurinn (världsväven)
Dock finns det även många exempel på hur föreslagna nybildningar inte slagit igenom, utan där man använder sig av utländska lånord. I synnerhet i det mer informella talspråket förekommer en del uttryck hämtade från engelskan (slettur). Ordagrant översatta engelska idiom är inte ovanliga heller: gera upp hug sinn ("göra upp sin håg") i betydelsen "bestämma sig" kommer från engelskans to make up one's mind.
Namn på politiska partier och ideologier tenderar att lämnas oöversatta: kommúnismi, kommúnisti, sósialismi, sósialisti; krati är det isländska ordet för socialdemokrat. Republikaner och demokrater i Förenta staterna kallas repúblikanar och demókratar, medan republikaner och demokrater i ursprunglig betydelse, dvs. anhängare av republikanskt/demokratiskt statsskick kallas lýðveldissinnar  och þjóðveldissinnar[källa behövs].
En del lånord används för att det puristiska ordet har störande eller opassande bibetydelser eller är svårt att hantera i talspråket: hommi torde alltjämt vara det mest accepterade ordet för homosexuell, eftersom samkynhneigður "benägen till samma kön" känns svårhanterligt, och det äldre kynvillingur (från kyn "kön" och villa "fel, felaktighet", jfr svenskans "synvilla", "villoväg") i dag känns förolämpande.

## Vanliga verb
| Svenska       | Isländska | Norska                                           |
| ------------- | --------- | ------------------------------------------------ |
| vara          | vera      | være (bokmål) vere (nynorska)                    |
| börja         | byrja     | begynne (bokmål) byrje (nynorska)                |
| köpa          | kaupa     | kjøpe                                            |
| stänga        | loka      | lukke                                            |
| komma         | koma      | komme                                            |
| skära         | skera     | skjære (bokmål) skjere (nynorska)                |
| göra          | gera      | gjøre (bokmål) gjere (nynorska)                  |
| dricka        | drekka    | drikke                                           |
| känna, tycka  | þykja     | kjenne, synes (bokmål) tykkje (nynorska)         |
| följa         | fylgja    | følge (bokmål) følgje (nynorska)                 |
| glömma        | gleyma    | glemme (bokmål) gløyma (nynorska)                |
| få            | fá        | få                                               |
| ge, giva      | gefa      | gi gjeve (nynorska)                              |
| ha, äga       | eiga      | ha, eie (bokmål) ha, eige (nynorska)             |
| hjälpa        | hjálpa    | hjelpe                                           |
| hoppas        | vona      | håpe, vone                                       |
| hoppa         | stökkva   | hoppe                                            |
| skratta       | hlæja     | le                                               |
| titta         | líta      | titte                                            |
| älska         | elska     | elske                                            |
| möta          | hitta     | møte                                             |
| behöva, tarva | þurfa     | trenge, behøve                                   |
| betala        | borga     | betale                                           |
| minnas        | muna      | huske, minnes (bokmål) hugse, minnast (nynorska) |
| springa, löpa | hlaupa    | løpe, springe (bokmål) laupe, springe (nynorska) |
| sjunga        | syngja    | synge (bokmål) syngje (nynorska)                 |
| le            | brosa     | smile                                            |
| simma         | synda     | svømme (bokmål) symje (nynorska)                 |
| förstå        | skilja    | forstå, skjønne                                  |
| vänta, bida   | bíða      | vente, bie                                       |